# Home for Christmas (Amy Grant)
Home for Christmas è un album in studio della cantante statunitense Amy Grant, pubblicato nel 1992.

## Tracce
1. Have Yourself a Merry Little Christmas – 2:36 (Ralph Blane, Hugh Martin)
2. It's the Most Wonderful Time of the Year – 2:26 (Edward Pola, George Wyle)
3. Joy to the World/For Unto Us a Child Is Born – 2:33 (George Frideric Handel, Isaac Watts)
4. Breath of Heaven (Mary's Song) – 5:29 (Amy Grant, Chris Eaton)
5. O Come All Ye Faithful – 3:01 (John Francis Wade)
6. Grown-Up Christmas List – 5:00 (David Foster, Linda Thompson, Amy Grant)
7. Rockin' Around the Christmas Tree – 2:07 (Johnny Marks)
8. Winter Wonderland – 2:17 (Felix Bernard, Dick Smith)
9. I'll Be Home for Christmas – 3:27 (Kim Gannon, Walter Kent, Buck Ram)
10. The Night Before Christmas – 3:52 (Carly Simon)
11. Emmanuel, God With Us – 4:56 (Grant, Eaton, Robert Marshall)
12. Jesu, Joy of Man's Desiring (Instrumental) – 4:47 (Johann Sebastian Bach)